# Sibylla vanderplaetseni
Sibylla vanderplaetseni är en bönsyrseart som beskrevs av Roger Roy 1963. Sibylla vanderplaetseni ingår i släktet Sibylla och familjen Sibyllidae. Inga underarter finns listade i Catalogue of Life.